# Toshiyuki Kimori
Toshiyuki Kimori (木森 敏之, Kimori Toshiyuki), né le 24 août 1947 et mort le 11 avril 1988, est un compositeur japonais de film et de série télévisée.

## Film[1]
- Arcadia of My Youth
- Captain
- Captain (Special)
- Golgo 13: The Professional
- Dirty Pair
- Iga no Kabamaru
- Super Mario Bros. : Peach-Hime Kyushutsu Dai Sakusen!